# Абхиджна
Абхиджна (санскр. अभिज्ञा, пали abhiññā — «высшее знание») — согласно буддийскому учению (ранним его формам, зафиксированным в палийском каноне), это чудесная сила, приобретаемая путём медитации и мудрости.
Абхиджна включает в себя шесть чудесных сил — способность мгновенно перемещаться на любые расстояния, принимать по желанию любой облик, «всё видеть и слышать», читать мысли, а также вспоминать свои прежние жизни. Шестой чудесной силой, доступной только для будд и архатов (святых), является свобода, возникающая при неограниченной мудрости. Эти силы указывают на духовное развитие, но их достижение является отклонением (и иногда препятствием) от пути к Пробуждению.
Термин «абхиджня» употребляется преимущественно в текстах Тхеравады. В Махаяне ему соответствует термин «сиддхи» (особенно это относится к Ваджраяне, там к феномену сиддхи относят гораздо большее число явлений).